# شرکت صنعتی و تولیدی دیزل سنگین ایران
شرکت صنعتی و تولیدی دیزل سنگین ایران (اختصاری دسا) شرکت ایرانی در حوزهٔ ساخت پیشرانه‌های دیزلی و گازی سنگین است. دسا تولیدکننده پیشرانه‌های دیزلی سنگین برای حوزه‌های ترابری ریلی، ترابری دریایی و تولید برق یکی از بزرگترین کارخانه های سازنده موتورهای سنگین در منطقه است.

## تاریخچه
شرکت دیزل سنگین ایران در سال ۱۳۷۰ در آمل با هدف توسعه تولید صنعت پیشرانه‌های دیزلی به عنوان شرکت گسترده از طرح‌های دهگانه عمرانی کشور تأسیس شد. کارخانه‌ای به مساحت بیش از ۱۰٬۰۰۰ مترمربع در یک سایت ۸۰ هکتاری ساخته شده‌است و دارای امکانات متعددی برای آزمایش کیفیت، تحقیق و توسعه، طراحی و پشتیبانی است.
این کارخانه مجوز مونتاژ تحت‌لیسانس پیشرانه‌های وارتسیلا فنلاند و روستون انگلیس و تعمیر پیشرانه‌های راستن آر-کی ۲۱۵ را با مجوز این شرکت و همراهی ام‌آان آلمان را گرفت. مونتاژ پیشرانه وارتسیلا در سال ۱۹۹۶ و تولید پیشرانه ۲۱۵ در سال ۲۰۰۰ آغاز شد. در سال‌های پسین ساخت و آزمون پیشرانه‌های دیزل برای لکوموتیوهای شرکت آلستوم فرانسه ساخت واگن پارس، در این کارخانه آغاز شد. دولت ایران نخست قصد داشت که این شرکت را به گروه مپنا ملحق کند اما به‌جای این‌کار به یک نهاد قدرتمند شبه‌دولتی واگذار گردید که منجر به اعتراض میرسلیم به معاون ریاست‌جمهور وقت (اسحاق جهانگیری) شد.این کارخانه در گام بعدی خود موتور کارخانه دویتس آگ آلمان را تعمیر نمود.

## همکاری
دسا تا به امروز با معتبرترین شرکت‌های بزرگ جهان همکاری داشته‌است که شامل شرکت‌های وارتسیلا فنلاند، دویتس آگ آلمان، ام‌تی‌یو فریدریشسهافن آلمان، کاترپیلار آمریکا، راستِن انگلستان، بلک‌استون اند کو انگلستان، آوک دانمارک، ام‌آان آلمان، ولوو سوئد، لروی سامر فرانسه، مک آلته ایتالیا و زداف فریدریشسهافن آلمان می‌باشد.

## تولید

### ژنراتورها
دسا برای تأمین برق دائمی و اضطراری دیزل ژنراتور تولید می‌کند. از این رو ۱۰۴ واحد ژنراتور توسط این کارخانه در اختیار شرکت مخابرات ایران قرار گرفته‌است.

### راه‌آهن
دسا تأمین کننده راه‌آهن جمهوری اسلامی ایران و شرکت قطار مسافر رجا است. همچنین دسا ۷۰ پیشرانه برای لوکوموتیو AD43C در اختیار واگن پارس قرار داده‌است. همچنین براساس تفاهم‌نامه‌ای مقرر شد تا شرکت مهندسی و ساخت لوکوموتیو مپنا تعداد ۱۵۰ دستگاه لوکوموتیو برای شرکت رجا تأمین نماید. این لوکوموتیوها که ایران‌رانر نام دارد، ساخت شرکت زیمنس آلمان بود و پیشرانه‌های آن از شرکت ام‌تی‌یو فریدریشسهافن دریافت شد و تعداد ۳۰ دستگاه لوکوموتیو به‌طور آماده به گروه مپنا تحویل شد. برای تأمین ۱۲۰ دستگاه پیشرانه باقی مانده قرار دادی بین شرکت دسا و شرکت ام‌تی‌یو با عنوان خرید برای اجرای کار منعقد شد که بر اساس آن تعداد ۱۱۴ دستگاه پیشرانه ۱۶ سیلندر با شماره شناسایی 16v4000R43L توسط شرکت دسا آماده‌سازی و به مپنا تحویل داده شد.

### ساخت پیشرانه ملی دیزل
از سال ۱۳۸۳ کار پژوهش بر روی طراحی و تولید پیشرانه دیزلی سنگین ملی آغاز شد و در سال ۱۳۹۱ خط تولید آن آغاز و در ۱۳۹۷ خط تولید پیشرانه دیزل ۱۳۰۰ اسب بخاری جدید با حضور عباس آخوندی، وزیر راه و شهرسازی، محمد شریعتمداری وزیر صنعت، معدن و تجارت، امیر حاتمی وزیر دفاع، سعید محمدزاده، معاون وزیر راه و شهرسازی، سورنا ستاری، معاون علمی و فناوری ریاست جمهوری و جمعی از مسئولان شروع به کار نمود. طرح کلان ملی تولید پیشرانه‌های دیزل سنگین ملی (خانواده D87) به تولید پیشرانه‌های دیزل سنگینی می‌پردازد که قابلیت کاربری در ترابری ریلی، نیروگاه‌ها و صنایع را داشته باشند. با تلاش‌های شرکت دانش‌بنیان دسا و حمایت برخی نهادهای دیگر، مانند معاونت علمی و فناوری ریاست جمهوری، این طرح کلان ملی در این سال آغاز و ایران نیز در زمره ۱۲ کشور تولیدکننده پیشرانه‌های دیزل سنگین شناخته شد.

#### تولید موتورهای سه مگاواتی
خط تولید نسل جدید موتورهای سه مگاواتی در ۱۸ فروردین ۱۴۰۴ با حضور عزیز نصیرزاده وزیر دفاع و پشتیبانی نیروهای مسلح افتتاح شد. تولید این موتور‌ها توسط دیزل سنگین ایران به منظور برطرف کردن ناترازی انرژی کشور در بخش‌های مختلف اقتصادی، تولیدی، ریلی، نیروگاهی و دریایی آغاز شد.

### دریایی
دسا تا به امروز ۷ دستگاه پیشرانه به شرکت صنعتی دریایی ایران (صدرا)، ۲ دستگاه پیشرانه به مجتمع کشتی‌سازی و صنایع فراساحل ایران (ایزوایکو) و ۴ دستگاه پیشرانه به صنایع دریایی شهید درویشی تحویل داده‌است.

### نیروهای مسلح
نیروی دریایی ارتش ایران به‌عنوان نخستین مشتری پیشرانه سنگین دیزل ملی، چند عدد از این پیشرانه را به شرکت دسا سفارش داد.